# برونوين تومسون (منافسة ألعاب القوى)
برونوين تومسون (بالإنجليزية: Bronwyn Thompson) هي منافسة ألعاب القوى أسترالية، ولدت في 29 يناير 1978 في روكامبتون في أستراليا.

## وصلات خارجية
- برونوين تومسون على موقع الاتحاد الدولي لألعاب القوى (الإنجليزية)
- برونوين تومسون على موقع النتائج التاريخية لألعاب القوى الأسترالية (الإنجليزية)
- برونوين تومسون على موقع أوليمبيديا (الإنجليزية)
- برونوين تومسون على موقع اللجنة الأولمبية الأسترالية (الإنجليزية)